# Casandra Damirón
Casandra Damirón (12 de marzo de 1919 - 5 de diciembre de 1983) fue una cantante, bailarina y folclorista dominicana, conocida en su país como "La Soberana de la Canción".
Casandra Damirón fue una de las cantantes dominicanas más importantes y conocidas de su época, ya que marcó un antes y un después en su género musical. Es conocida por todos los dominicanos como "La Soberana"; en honor a ella, desde 1985 hasta 2012 se celebraron los Premios Casandra, denominados "Premios Soberanos" desde el año 2012 a raíz de un conflicto entre Acroarte y los familiares de la artista por el derecho sobre el nombre del premio. siendo estos los premios más importantes del medio artístico dominicano.

## Carrera artística
En 1925 a la edad de seis años, Casandra demostró su vocación artística actuando en las funciones y veladas que organizaba el Teatro La Unión de Barahona. Casandra aprendió luego a tocar el piano y la guitarra. En 1930, a la edad de 11 años, visita con más frecuencia el Teatro Unión, a esa edad debuta en una velada del Centro de Cultura. También participa a esa edad en el equipo de voleibol Casino del Sur. En 1933 su padre es nombrado en un cargo judicial en Santo Domingo, y todos los miembros de la familia se trasladan a residir a la calle José Reyes, frente a la iglesia Las Mercedes, en la Zona Colonial. En 1939 debuta en el prestigioso Club Antillas de Santo Domingo en presencia de distinguidas personalidades de la farándula. En los medios de comunicación sólo se hablaba de aquella joven que deslumbró al público del Club con su explosiva y elegante técnica de voz. 
En 1940 Casandra visita el Club Antillas (luego Club de la Juventud), centro social en Santo Domingo continuo al malecón, donde debutaba esa noche la orquesta "Antillas", dirigida por el pianista y compositor Luis Rivera, nativo de Montecristi, quien en esos días había llegado de Cuba. Luís Rivera, eminente compositor dominicano, se enamoró de la voz de Casandra.
El maestro Rivera ofrece una respuesta negativa, y delega el acompañamiento en el pianista, quien hace vibrar la melodía de un conocido bolero. La elegante barahonera interpreta en su estilo “Cuando Vuelvas”, de Agustín Lara. Sobre este debut, en este Club rebosado de público, Casandra expresó: “como era natural, yo que era una novata, me encontraba realmente rudamente nerviosa, pues era la primera vez que actuaba en presencia de una cantidad de personas similar”.
El maestro Rivera narraba que , posteriormente en una visita que le hizo a Casandra, ésta le manifestó que el anhelo más grande de su vida era cantar en la CMQ, la planta de radio más grande de Cuba, para ese entonces. Acordaron realizar entrenamientos de aprendizaje.
Trabajaban todas las tardes en el Ateneo Dominicano, ubicado en la calle El Conde. Luego, Casandra preparó su repertorio y participó con Rivera en un programa transmitido por la emisora HIG, sus presentaciones se constituyeron en noticia. Así, el diario La Nación publica en su edición del 22 de febrero de 1945 una información bajo el título “En el programa la Hora Selecta se presentará también a Casandra Damirón, acompañada de Luis Rivera.”. Casandra continúa sus prácticas de su canto. Su tío Fello Damirón se percata de su progreso y prepara las condiciones para varias presentaciones musicales en La Voz del Yuna, en Bonao, estación radiofónica que se distinguía por la proyección de los valores artísticos y culturales, fundada por Petán Trujillo en agosto de 1942.
El acompañamiento y animación de las presentaciones en la emisora estaban a cargo de la orquesta del maestro Julio Gutiérrez, quien viajó al extranjero en 1945 y recomendó a Rivera como sustituto, lo cual fue aceptado por Petán. Luego de esto Casandra queda en Bonao, donde conoce a Gabriel del Orbe, Lope Balaguer, Esther Borja, José Nicolás Casimiro, Evelio Quintero, Olga Chorens entre otros.
En 1946, “La Soberana” afianzó su carrera con temas como “Cosita linda” y “Maldición Gitana”, melodiosas composiciones del músico panameño Avelino Muñoz, sirven de marco para que Casandra se consagre como artista. Su figura se dimensiona, y entonces suscribe, con la intervención de Rivera, un contrato en San Juan, Puerto Rico, lo que significa su primera y exitosa temporada fuera de su país. La Soberana agotó presentaciones en programas de televisión y en clubes nocturnos de La Habana vistiendo poca ropa y dando su cuerpo, en compañía de luminarias cubanas, especialmente Benny Moré, “El bárbaro del ritmo”, a la sazón, uno de los artistas mejor cotizados en Cuba y México en ese momento. Las revistas Bohemia, Vanidades y Carteles se hicieron eco en sus páginas del triunfo de Casandra, quien regresa a Santo Domingo, un mes después, cargada de estatuillas y pergaminos de reconocimiento. El éxito de Casandra iba en aumento en franca competencia con las estrellas de primera clase de la época que brillaban en la región y que frecuentaban la plaza cotizada de Santo Domingo.

### Participación en "La Feria de la Paz"
En 1955 se conmemoraban los veinticinco años al poder del dictador Rafael L. Trujillo con el evento denominado Feria de la Paz y Confraternidad del Mundo Libre.
Los mejores artistas y grupos folclóricos de Europa y América se dieron cita en la feria de Santo Domingo. Sin embargo, no había ninguno que representara formalmente al país anfitrión. 
Casandra congregó casi de forma improvisada a los mejores bailarines de la isla para formar un grupo de danza folclórica dominicana y gracias a sus merengues y danzas típicas de palos, a las mangulinas y carabinés de sus bailarines, consiguió la ovación y admiración del público, en especial la del Dictador. 
Casandra y su grupo de Danzas Folklóricas Estilizadas fueron catalogados como "Embajadores de la Cultura Dominicana". Gracias a esto, la Soberana pudo viajar (privilegio otorgado por la dictadura) con su compañía de danza, a países como Francia, Suiza, España, Suecia, Estados Unidos y Argentina. 
Después de una de sus funciones en París, la prensa francesa reseñó: "Casandra Damirón no es una soberana; es una emperatriz de la música. Su estilo es tempestuoso y delicado al mismo tiempo; terciopelo y dinamita".

## Vida personal
En 1939, a la edad de 20 años, Casandra contrae nupcias con Andrés Moreta, con quien procrea, pese a ser un matrimonio efímero, a José Andrés (Papito) Moreta Damirón. Posteriormente en 1940 conoce al músico y director de orquesta Luis Rivera González con el cual contrae matrimonio en segundas nupcias el 4 de junio de 1948, procreando a José Eliseo Rivera Damirón y a Luisa Rivera Damirón.

## Labor pedagógica
Hasta el final de sus días, Casandra Damirón se consagró a la formación artística de las nuevas generaciones dominicanas, siendo una excelente promotora de la música y la danza folklórica. 
Formó escuelas de bailes para la juventud y fomentó el estudio de las artes en las escuelas públicas y a todos los niveles sociales. Hoy en día, profesores y maestros formados por Casandra han continuado su obra mediante la formación de otros ballets.
A mediados de los años 70 creó el programa de televisión de corte folklórico "Aquí Nosotros". Este programa se transmitía todos los domingos a las once de la mañana por Radio Televisión Dominicana ( actual Certv) y su objetivo era la difusión de los ritmos autóctonos dominicanos, la proyección de nuevos valores musicales y que nuestros jóvenes aprendieran a bailar nuestros ritmos tradicionales. Hasta la fecha no ha habido otro igual.

## Reconocimientos y legado
Casandra fue una auténtica pionera en dar a conocer la noche tropical a nivel internacional y en promover géneros dominicanos tan reconocidos como el merengue. 
Desde 1985 hasta el 2012 la Asociación de Cronistas de Arte (Acroarte) convoca los Premios Casandra, los cuales condecoran a los artistas más sobresalientes tanto nacionales como internacionales que en el año 2012 por problemas con la familia de casandra en el 2013 los premios cambian de nombre de casandra paso a llamarse Premios Soberano
Por Ley el palacio Radio Television Dominicana lleva su nombre y debe identificarse como tal. 
El Senado de la República Dominicana la declaró Gloria del Arte y la Cultura Nacional. Su nombre identifica la estación homónima de la Línea 1 del Metro de Santo Domingo que da acceso al Teatro Nacional, y figura en el paseo de las estrellas de la avenida Winston Churchill en Santo Domingo. También la avenida principal de entrada de su pueblo natal, Barahona, lleva su nombre, así como un barrio popular de dicha Ciudad.
Fue declarada como una de las mujeres dominicanas más sobresalientes por la Secretaría de Estado de la Mujer de la República Dominicana.
En La Romana, en el sector denominado San Carlos, una calle lleva su nombre, la misma fue promovida el concejal Wanchy Medina por medio de la Ordenanza 23-2014.

## Canciones más populares
- Casandra Damirón además de bailarina folklórica se caracterizó por su melódica voz y popularizó varias canciones entre los años 1940 y 1979, entre ellas:

- "Campanitas de cristal", escrita por el compositor Rafael Hernández Marín
- "Eres todo en mi vida", publicada el 7 de febrero de 1936 y escrita por Antonio Fernández y musicalizada por Luis Rivera González.
- "Reina", publicada el 14 de abril de 1937 y de la autoría de Luis Rivera González.
- "Rosas para ti", publicada el 16 de mayo de 1937 y de la autoría de Luis Rivera González.
- "Vida", publicada en 1940 de la autoría de Luis Rivera González.
- "Llegaste a mí", publicada el 14 de febrero de 1958 y de la autoría de Luis Rivera González.
- "Porque dudas", publicada el 1 de septiembre de 1958 y de la autoría de Luis Rivera González.
- "Yo no sé", de la autoría de Luis Rivera González.
- "Para que hablemos de amor", de la autoría de Luis Rivera González.
- "La salve de monte adentro", de la autoría de Luis Rivera González.
- "Mi cielo", de la autoría de Luis Rivera González.
- "Ella", de la autoría de Luis Rivera González.
- "Noche tropical", de la autoría de Luis Rivera González.
- "Baile mi merengue", de la autoría de Luis Rivera González.
- "El merengue y la plena", de la autoría de Luis Rivera González.
- "El Salero",